# Jean Maréchal
Jean Maréchal (Orleans, 27 de febrer de 1910 - Montigny-le-Bretonneux, 23 de desembre de 1993) va ser un ciclista francès, que fou professional entre 1929 i 1947. La seva principal victòria fou la París-Tours de 1930.
En finalitzar la seva carrera professional va fer de director esportiu de l'equip de París al Tour de França de 1950 i 1951.
És el pare d'Alain Maréchal, també ciclista professional.

## Palmarès
- 1928
  - 1r al Gran Premi de Thizy
- 1930
  - 1r a la París-Tours
  - 2n a la París-Roubaix

### Resultats al Tour de França
- 1931. 31è de la classificació general

### Resultats al Giro d'Itàlia
- 1930. Abandona